# Інтерактивна література

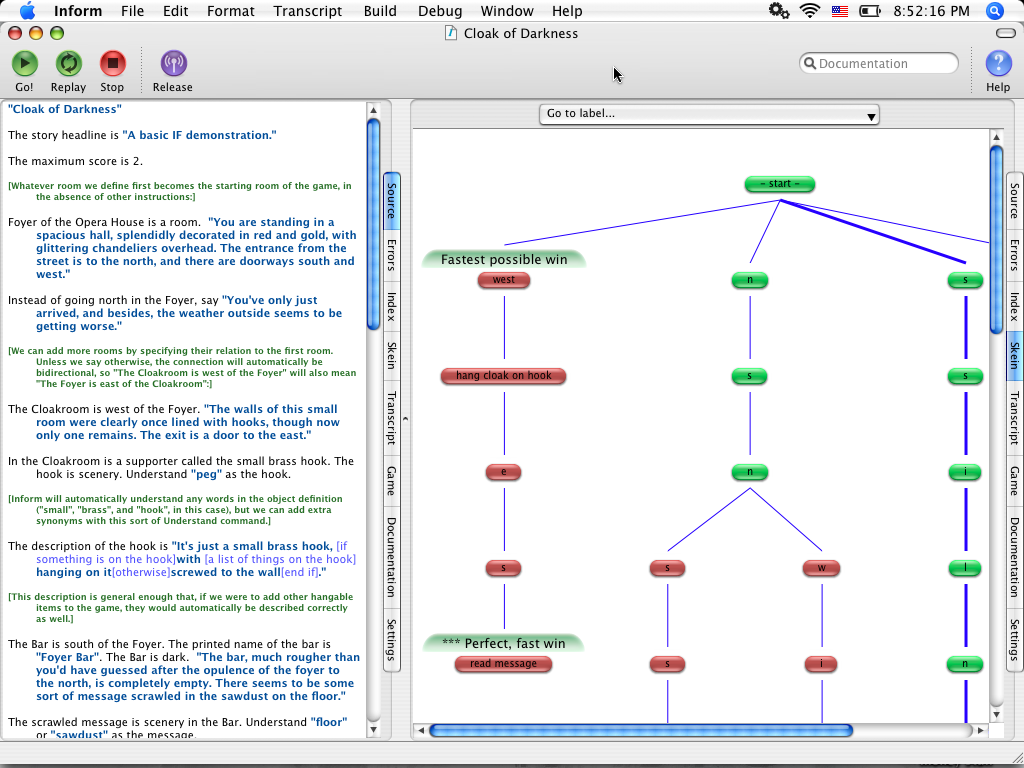
Текст та схема сюжету інтерактивного твору в програмі для створення інтерактивних текстів

Інтеракти́вна літерату́ра (англ. Interactive Fiction) — різновид художніх літературних творів, сюжет яких не є жорстко фіксованим, а здатний змінюватися залежно від вибору читача. Інтерактивна література зародилася як паперові книги з розвилками сюжету, а з розвитком комп'ютерів, в особливості персональних, стала поширюватися у вигляді своєрідних відеоігор, передусім текстових пригод. Стосовно паперових книг часто застосовується поняття книга-гра, тоді як електронні називаються власне інтерактивною літературою. Інколи термін інтерактивна література вживається як синонім візуальної новели.
Вибір гілки сюжету в паперових книгах такого виду відбувається за надрукованими вказівками на яку сторінку перейти далі. В електронних — за допомогою підписаних кнопок, гіперпосилань або полів вводу, куди вводиться обраний варіант. Також вибір може бути випадковим, тоді додатково використовуються гральні кубики чи інші генератори випадкових значень.

## Історія

### Книги-ігри
Першим, хто створив ідею книгу з інтерактивним сюжетом вважається аргентинський письменник Хорхе Луїс Борхес. У його оповіданні «Про творчу спадщину Герберта Квейна» (1941) описується книга вигаданого письменника, в якій читачі в підсумку могли прийти до одного з дев'яти фіналів.
У 1950-х роках американський психолог Беррес Скіннер запропонував підхід до навчання, де студентам давався текст з питаннями і декількома варіантами рішення. Правильні відповіді дозволяли перейти на наступну сторінку, де читача чекали нові знання і питання. При помилці слідувало пояснення, чому варіант неправильний, а потім повернення до вихідного параграфа. Серія таких навчальних книг під загальною назвою «The Tutor Text» виходила протягом п'ятнадцяти років і подобалася студентам набагато більше, ніж прості підручники.
Таку подачу матеріалу використала група французьких письменників, відома як Oulipo. Вони назвали таку форму «деревоподібною літературою» за структуру сюжету. Їхня перша книга «Історія твого шляху» була романом з численними розвилками. Інші автори підхопили ідею і взялися створювати свої «деревоподібні» твори в різних жанрах.
Іншими творами, що можуть вважатися ранніми представниками паперової інтерактивної літератури, є «Гра в класики» (1963) і «62. Модель для складання» (1968 рік) Хуліо Кортасара.
У 1976 році американський письменник Едвард Паккард, незнайомий з подібними книгами, самотужки створив книгу-гру «Острів з цукрової тростини», яка вийшла під лейблом «Твої пригоди» і привернула увагу письменника, Реймонда Монтгомері. Вважаючи, що у таких книг є майбутнє, Паккард і Монтгомері вирушили зі спільним проектом у видавництво Bantam. Так в 1979 році з'явилася довгоживуча серія «Choose Your Own Adventure» («Вибери собі пригоду»), яка почала бум популярності книг-ігор.

### Текстові квести

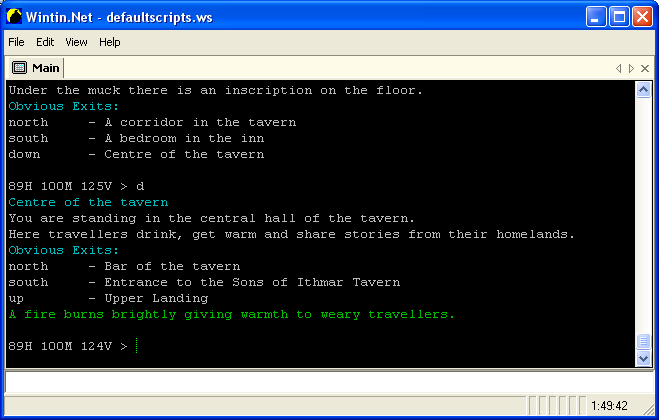
Текст MUD-у з пропонованими варіантами дій

У 1975 році програміст Уілл Кроутер створив перший так званий комп'ютерний текстовий квест — «Colossal Cave Adventure», що описував подорожі печерами, який також є одним з перших представників відеоігор жанру MUD. Ця та наступні подібні ігри надавали різні попередньо задані фрагменти тексту, залежно від вибору гравця, які описували сюжет. У 1976 році Дон Вудс отримав дозвіл Кроутера і вдосконалив гру, будучи шанувальником творчості Джона Толкіна, він додав фентезійні елементи. Гра поширилася по мережі ARPANET і дожила до наших днів завдяки портованню на практично всі операційні системи. Популярність «Colossal Cave Adventure» сприяла успіху електронної інтерактивної літератури наприкінці 1970-х і в 1980-х роках.
В США найвідомішою компанією, що виробляла текстові квести, була Infocom. Найбільш відомі тексти-ігри Infocom — це серія Zork, Trinity, The Hitchhiker's Guide to the Galaxy і A Mind Forever Voyaging. Щоб забезпечити доступність ігор на можливо більшій кількості платформ, в Infocom розробили Z-machine — віртуальну машину, що дозволяла використовувати стандартизовані «файли історій». Випуск текстових квестів в Infocom припинився після того, як вона була придбана компанією Activision. Квести Infocom вважаються класикою жанру і період активності Infocom вважається «золотим віком» інтерактивної літератури. Крім Infocom виробництвом текстових квестів займалися такі компанії, як Adventure International, Legend Entertainment, Magnetic Scrolls, Level 9, Topologica та інші.
Після занепаду комерційного ринку текстових квестів, розвиток жанру перейшов до онлайн-спільноти. У 1987 році була створена Usenet-група rec.arts.int-fiction (для авторів) і rec.games.int-fiction (для гравців). Одним з найважливіших етапів була розшифровка формату Z-code від Infocom і віртуальної машини Z-machine, щоб створити для неї інтерпретатор. Як результат, ігри Infocom стало можливо запускати на сучасних комп'ютерах.
Розвитку Interactive Fiction посприяло створення двох потужних систем розробки. У 1987 році Майкл Дж. Робертс випустив TADS, мову програмування для створення інтерактивної літератури. У 1993 році Грехем Нельсон випустив Inform — мову програмування і компілятор, що створює Z-code файл історій. Обидві ці системи дозволяли створювати текстові квести будь-якої складності.

### Сучасний стан
На початку 2000-х жанри MUD і текстових квестів занепали, не витримуючи конкуренції з боку графічних відеоігор, які пропонували ті ж історії більш наочно. Через це комп'ютерна інтерактивна література в чистому вигляді стала більшою мірою справою ентузіастів. З 1995 року щороку проводяться змагання Interactive Fiction Competition серед авторів інтерактивної літератури.
У 2010 році компанія Big Blue Bubble випустила додатки для iPhone і iPad, які представляють перевидання популярної серії інтерактивних книг Fighting Fantasy на екрані телефонів і планшетів. Оновлені версії книг мають ексклюзивні ілюстрації, можливість зберігати прогрес, інтерфейс, через який читач може симулювати кидання кубиків або здійснювати розрахунок результатів боїв.

## Інтерактивна література українською
Розвиток україномовної інтерактивної літератури тільки починається. Передусім це дитячі книги для електронних пристроїв: «Забавлянки», «Снігова королева», «Котигорошко» та подібні. Вони не надають значного вибору в сюжеті, пропонуючи інтерактивність окремих елементів, наприклад, можливість керувати перебігом бою Котигорошка зі Змієм.